# Кирит Унгол
Ки́рит У́нгол (синд. Cirith Ungol, «паучий проход») — в легендариуме Дж. Р. Р. Толкина перевал через кряж Эфель Дуат, к северу от крепости Минас Моргул. Здесь обитала гигантская паучиха Шелоб.

## Описание
С западной стороны перевал начинался двумя длинными лестницами — Прямой и Витой, разделёнными небольшим ровным участком. Прямая лестница начиналась недалеко от крепости Минас Моргул; Витая на верхнем конце выводила в пещеры Торех Унгол, известные как логово Шелоб. С восточной стороны из логова было два выхода — один надземный, ведущий к воротам крепости Кирит Унгол, другой проходил под землёй и выводил внутрь крепости. Подземный выход закрывался каменной дверью, открыть которую снаружи могли только те, кто знал пароль (в конце книги IV «Властелина Колец» Сэм не смог проникнуть за неё, когда орки из гарнизона Кирит Унгола унесли раненого Фродо в крепость).

## Крепость на Кирит Унгол
Крепость располагалась на северном отроге перевала с восточной стороны Изгарных гор. Башня была построена Гондором после неполного развоплощения Саурона в Войне Последнего Союза для охраны Мордора от повторного его заселения Тьмой. Но с веками гондорцы «обленились», как это подчёркивает автор, и Мордор перестал охраняться. Долгие века пустовала крепость на Кирит-Унгол, пока Тьма не возвратилась в свои прежние владения и крепость не была захвачена орками, сделавшими её наблюдательной башней для охраны Мордора от вторжений извне.
С момента захвата перевала, башня была перестроена под стиль Мордора. По своему построению напоминала бастион, смотрящий на восток, на Горгорот, — туда же были направлены её ворота. Вход охранялся двумя ужасными статуями-горгульями, заколдованными не впускать в башню никого, кроме приверженцев и отрядов армий Саурона, — однако преодолеть магию Сэму, которому требовалось проникнуть внутрь, помог Фиал Галадриэли.